# Montes Abruzos

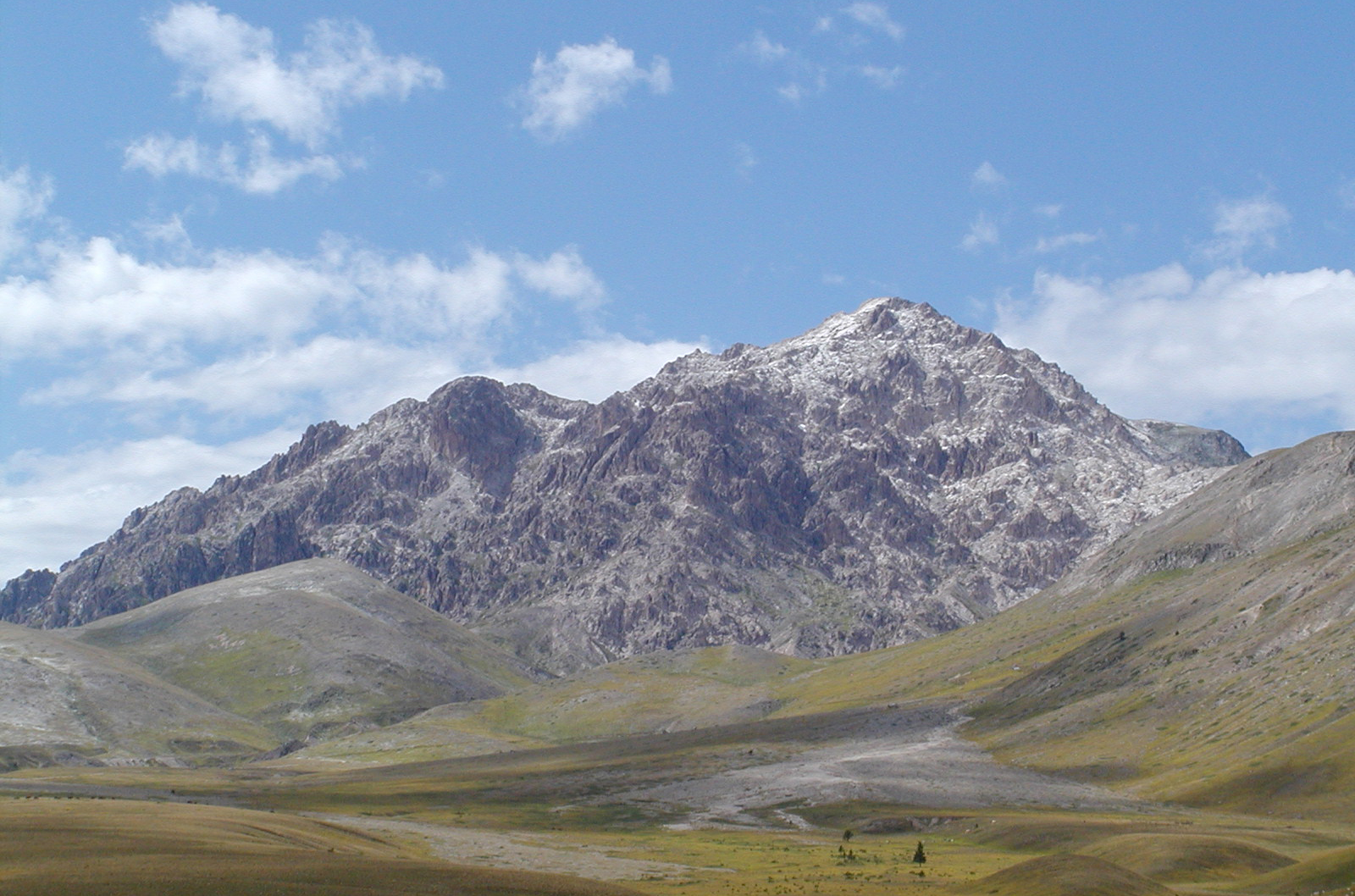
Monte Prena de la cadena del Gran Sasso da Campo Imperatore.

Los montes Abruzos (Appennino abruzzese, "Apeninos abrucenses") es un grupo de montañas de los Apeninos, donde se encuentran las mayores alturas de esta cordillera. Van desde el Passo di Montereale o, según otros, desde el Passo della Torrita a la Bocca di Forlì. Desde otro punto de vista, se extienden desde el río Tronto al Sangro
Está formado por los relieves más altos de los Apeninos, que en su reagrupamiento forman en realidad tres cadenas diferenciadas y paralelas con orientación noroeste-sureste, separados por cuencas entre montañas y altiplanos. La naturaleza geológica de estas cadenas, ampliamente modeladas por las glaciaciones cuaternarias, es sólidamente calcárea aunque con una excepción representada por los Montes de la Laga, constituidos por rocas areniscas. 
La primera cadena es la menos elevada, que corre a lo largo de la divisoria de vertientes de la península y los principales macizos que la componen son los Monte Simbruinos (Monte Cotento 2015 m), y Montes Hérnicos (Monte Viglio 2156 m) y el sector suroccidental de los Montes Marsicanos (Monte Petroso 2247 m). 
La segunda cadena se encuentra en el corazón de los montes Abruzos, en la zona donde están los altiplanos más elevados (Altopiano delle Rocche y Altopiano delle Cinque Miglia) y está representada por los macizos del Monte Velino (2487 m) y del Monte Sirente (2349 m) y del sector nororiental de los Montes Marsicanos (Monte Greco 2285 m). 
La última cadena es la más áspera y elevada, en algunos tramos recuerda a los Dolomitas (Alpes orientales), constituida por las mayores elevaciones de la península Italiana: los Montes de la Laga (Monte Gorzano 2455 m), el Gran Sasso d'Italia (Corno Grande 2914 m) y la Majella (Monte Amaro 2793 m).
Aquí se encuentra el Parque nacional de los Abruzos de 290 kilómetros cuadrados, que se encuentra en el curso superior del río Sangro. Es una zona boscosa con fauna salvaje con aves como el águila real, el azor, la garza y el búho; hay mamíferos como ciervos, jabalíes, lobos, nutrias, osos y zorros.
- Datos: Q331635
- Multimedia: Abruzzo / Q331635